# معرض فرانكفورت للكتاب

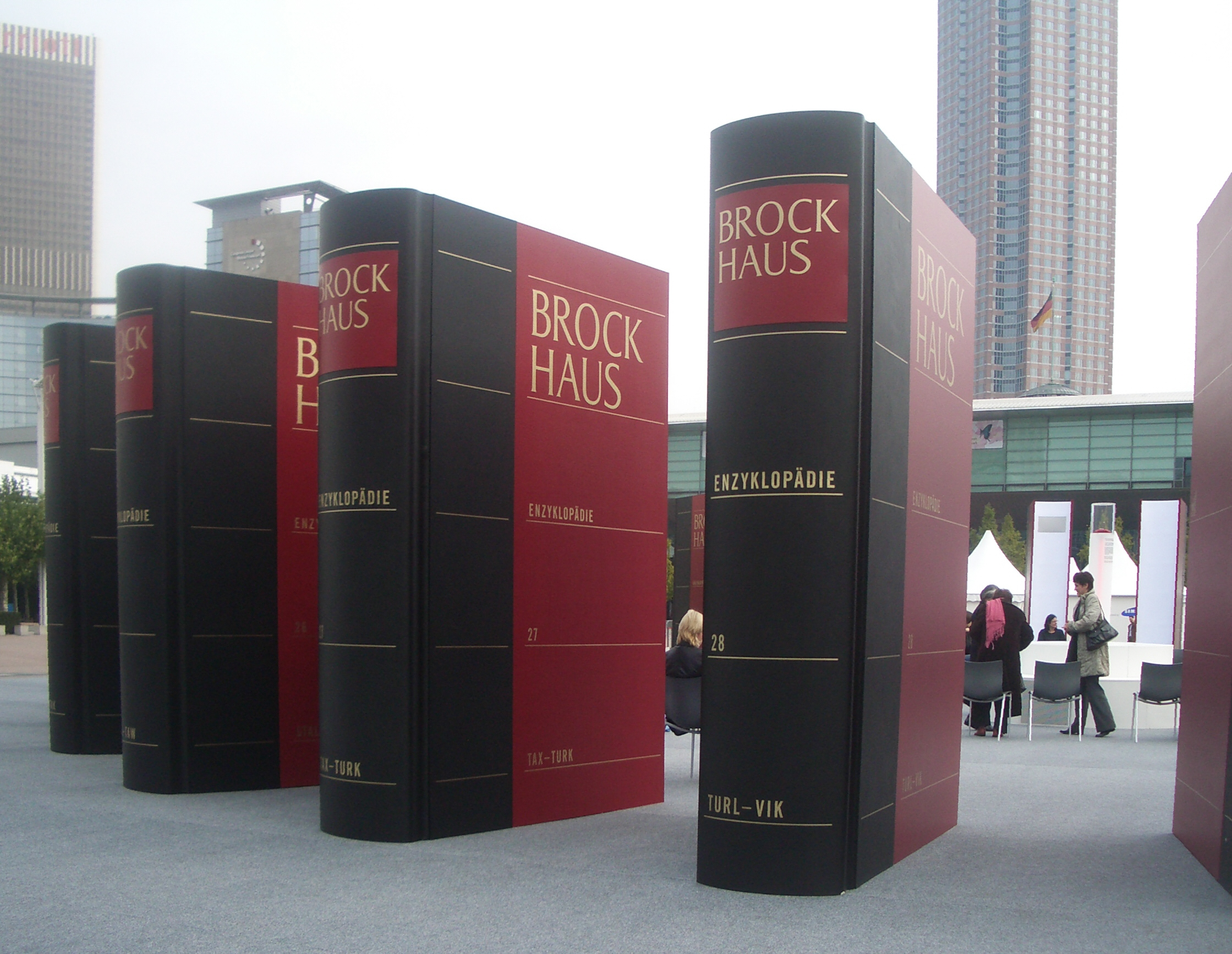
إعلان لموسوعة بروكهاوس الألمانية في دورة عام 2005

معرض فرانكفورت الدولي للكتاب (بالألمانية: Frankfurter Buchmesse) هو أكبر تظاهرة دولية ثقافية تعنى بالكتاب والأدب بصفة عامة، المعرض يعد الأهم في العالم والذي يبلغ عمره الآن أكثر من خمسة قرون، في كل عام يلتقي هنا عشرات الألوف من المثقفين والكتاب والباحثين والناشرين من كل البلدان وتلتقي أيضا عشرات الألوف من عناوين الكتب من كل الثقافات وفي كل عام أيضا يحل على هذا المعرض ضيف شرف.
يضم المعرض ست قاعات ضخمة تمتد على مساحة 171 ألفا و790 مترا مربعا.

## دور المعرض
لا يعد معرض فرانكفورت الدولي للكتاب فقط مجرد سوقا يلتقي فيه البائعون والمشترون لعقد الصفقات التجارية، وإنما هو بالدرجة الأولى منبر لتبادل المعارف والحوار، حيث تقام على هامشه وكجزء من فعالياته العديد من الندوات الثقافية والأدبية وحلقات الحوار والنقاش والمحاضرات وغيرها من الفعاليات الثقافية التي يشارك فيها في العادة كبار الأدباء والكتاب والفنانين والمبدعين في مختلف المجالات المعرفية والعلمية. أما من الناحية التجارية، فإن أهمية المعرض تكمن في الدرجة الأولى في كونه ملتقى بين المشتغلين في صناعة الكتاب في مختلف وسائلها وتقنياتها المكتوبة والمسموعة والمرئية وبعضهم البعض من جهة، وبين هؤلاء وصناع الثقافة من المبدعين والمثقفين والكتاب من جهة أخرى. حيث يكون المعرض فرصة للترويج للمنتجات المتصلة بالمعرفة. كما تعقد صفقات ضخمة على أرضية المعرض، سواء صفقات بيع وشراء للمنتجات أو لحقوق الطبع والنشر وعقود الشراكة والوكالة. يذكر أن حوالي نصف زوار المعرض من التجار يأتون لتبادل حقوق وتصاريح الملكية الفكرية وحقوق النشر. وتشمل هذه العملية كل المنتوجات المتعلقة بالمعرفة، سواء كان ذلك في شكل كتب ورقية أو أفلام سمعية وبصرية وألعاب إلكترونية وغيرها من الوسائط الثقافية. كما تُسنح الفرصة عادة في اليومين الأخيرين للجمهور العادي لزيارة المعرض للإطلاع على كل ماهو جديد في مجال صناعة الكتاب واقتناء وسائل المعرفة والبحث عن خير جليس في الزمان.

## ضيوف الشرف
كعادة المعرض في كل سنة، يتم دعوة إحدى الدول كضيف شرف على المعرض. وتتاح الفرصة «لضيف الشرف» لتسليط الضوء على إنتاجه الثقافي والأدبي والتعريف بتراثه ومستوى نموه وتطوره الحضاري. الهدف العام من ذلك هو إقامة جسور الحوار والتواصل المعرفي والثقافي بين الأمم والثقافات والحضارات.
| السنة | الدولة الضيف         | أدب الدولة الضيف       | الشخصيات الألمانية المكرمة في المعرض |
| ----- | -------------------- | ---------------------- | ------------------------------------ |
| 2019  | النرويج              | أدب نرويجي             | -                                    |
| 2018  | جورجيا               | أدب جورجي              | -                                    |
| 2017  | فرنسا                | أدب فرنسي              | -                                    |
| 2016  | الفلاندر و هولندا    | أدب هولندي وأدب بلجيكي | -                                    |
| 2015  | إندونيسيا            | أدب إندونيسي           | -                                    |
| 2014  | فنلندا               | أدب فنلندي             | -                                    |
| 2013  | البرازيل             | أدب برازيلي            | -                                    |
| 2012  | نيوزيلندا            | أدب نيوزيلندي          | -                                    |
| 2011  | آيسلندا              | أدب آيسلندي            | -                                    |
| 2010  | الأرجنتين            | أدب الأرجنتين          | -                                    |
| 2009  | الصين                | أدب صيني               | -                                    |
| 2008  | تركيا                | أدب تركي               | -                                    |
| 2007  | كتالونيا             | أدب كتلوني             | سول فريدلاندر                        |
| 2006  | الهند                | أدب هندي               | فولف ليبنيز                          |
| 2005  | كوريا الجنوبية       | أدب كوري               | أورهان باموق                         |
| 2004  | العالم العربي        | أدب عربي               | بيتر أسترهازي                        |
| 2003  | روسيا                | أدب روسيا              | سوزان سونتاغ                         |
| 2002  | ليتوانيا             | أدب ليثوانيا           | تشنوا آتشبي                          |
| 2001  | اليونان              | أدب اليونان            | يورغن هابرماس                        |
| 2000  | بولندا               | أدب بولندا             | آسيا جبار                            |
| 1999  | المجر                | أدب المجر              | فريتس شتيرن                          |
| 1998  | سويسرا               | أدب سويسرا             | مارتن فالزر                          |
| 1997  | البرتغال             | أدب البرتغال           | ياشار کمال                           |
| 1996  | أيرلندا              | أدب إيرلندا            | ماريو بارغاس يوسا                    |
| 1995  | النمسا               | أدب النمسا             | أنا ماري شيمل                        |
| 1994  | البرازيل             | أدب البرازيل           | خورخي سيمبرون                        |
| 1993  | الفلاندر و هولندا    | أدب هولندي             | فردريش شورلمر                        |
| 1992  | المكسيك              | أدب المكسيك            | عاموس عوز                            |
| 1991  | إسبانيا              | أدب إسبانيا            | غيورغي كونراد                        |
| 1990  | اليابان              | أدب اليابان            | كارل ديديسيوس                        |
| 1989  | فرنسا                | أدب الفرنسا            | فاتسلاف هافيل                        |
| 1988  | إيطاليا              | أدب إيطاليا            | زيغفريد لانتس                        |
| 1987  |                      |                        | هانس جوناس                           |
| 1986  | الهند                | أدب الهند              | فواديسواف بارتوسيفسكي                |
| 1985  |                      |                        | تيدي كوليك                           |
| 1984  | جورج أورويل          |                        | أكتافيا باز                          |
| 1983  |                      |                        | مانيس سبيربر                         |
| 1982  | الأديان              |                        | جورج كينان                           |
| 1981  |                      |                        | ليف كوبليف                           |
| 1980  | أفريقيا جنوب الصحراء |                        | إرنستو كاردينال                      |
| 1979  |                      |                        | يهودي مينوهين                        |
| 1978  | الطفل والكتاب        |                        | أستريد ليندغرين                      |
| 1977  |                      |                        | لشك كولاكوفسكي                       |
| 1976  | أمريكا اللاتينية     | أدب أمريكا اللاتينية   | ماكس فريش                            |

## أحداث موازية ومشاريع مشتركة
أكاديمية فرانكفورت هي العلامة التجارية للمؤتمر الدولي ل معرض فرانكفورت الدولي للكتاب. بمساعدة علاقات دولية وطاقم من الموزعين المحليين ومختصين بشؤون الاعلام، أكاديمية فرانكفورت تهدف للوصول لجميع أسواق الكتب المهمة.
أكاديمية فرانكفوت تعقد أحداث\مشاريع في البرازيل، الصين، ألمانيا، الأردن، بريطانيا، مكسيك، بولاندا، سويسرا والولايات المتحدة. في العام 2013، أكاديمية فرانكفورت عقدت ورشتي عمل للناشرين: "إدارة دار نشر عصرية" و "سير العمل والتوزيع الخاص ب (كتب الكترونية -eBook) ”من قبل متحدثين عرب: صلاح شبارو من نيل وفرات وبلال زهرة من eKtab.

## موقف بعض الدول من المعرض لعام 2023
بسبب موقف إدارة المعرض المساندة والداعمة للإحتلال الإسرائيلي وسحب الجائزة المقررة من الروائية الفلسطينية عدنية شبلي قرر اتحاد الناشرين العرب مقاطعة المعرض لهذا العام لموقف إدارة المعرض المنحاز وغير العادل تجاه الأحداث المأساوية التى يشهدها قطاع غزة من مجزرة إنسانية وإبادة بشرية ، كما اعتذر بعض الكُتاب العرب عن المشاركة ومنهم الكاتب الجزائري سعيد خطيبي والكاتب المصري شادي لويس بطرس. وأعلنت أيضاً هيئة الشارقة للكتاب وجمعية الناشرين الإماراتيين انسحابهما من المشاركة  لنفس ذات الموقف. 

## إحصائيات
- في معرض الكتاب في فرانكفورت عام 2006، تواجد 7272 عارضا من 113 بلد، حيث عرضت منتجاتها على مساحة حوالي 172,000 متر مربع.
- حوالي 1,900 عارضا من المناطق الناطقة باللغة الإنكليزية، كما يرى البعض أن معرض الكتاب في فرانكفورت هو ربما الأكبر لصناعة النشر الناطقة بالإنكليزية.
- تم عرض 111,913 من المنشورات الجديدة من اجمالي 382,466 من الأعمال المعروضة.
- 286,621 شخص جاؤوا إلى معرض الكتاب في فرانكفورت على مدى خمسة أيام من الحدث عام 2006، أكثر من 183 ألف منهم هم زوار للتجارة.
- حوالي 11,000 صحفي من 66 بلدا كانوا معتمدين لدى معرض الكتاب عام 2006.
- في المجموع تم عرض 2,700 حدث في سياق معرض الكتاب فرانكفورت.

## وصلات خارجية
- الموقع الإلكتروني لمعرض فرانكفورت للكتاب (بالألمانية)